# タナアバン駅
タナアバン駅（タナアバンえき、インドネシア語：Stasiun Tanah Abang）はインドネシアのジャカルタ首都特別州中央ジャカルタ市タナアバン区にあるKRLコミューターラインの駅。

## 概要
線路としてはインドネシア鉄道会社のジャカルタ線とメラク-タナアバン線上の駅であるが、路線系統として通勤列車であるKRLコミューターラインのチカラン環状線とランカスビトゥン線が乗り入れる。
ランカスビトゥン線は当駅を始発でスマトラ島との連絡港の有るメラクまでつながっているが、電化されているのは途中のランカスビトゥン63kmだけのため、メラクから直通するPT.KAIの機関車牽引の客車や貨物列車も乗り入れている（参考文献「インドネシア鉄道の旅」130-134頁『都市近郊鉄道へ脱却へと進む先には、スマトラを目指すローカル線』より）。
通勤列車は平面交差を避けて系統が分離されているが、中長距離列車のうちアンケ駅、パサール・スネン駅を発着する列車は当駅で転線が必要となるため、運行上のネックとなっている。

## 歴史
1899年10月1日に、オランダ領東インドの鉄道会社であるStaatsspoorwegen Westerlijnen（SS-WL）により、ジャカルタ-アンケ-ランカスビトゥン鉄道の運行に合わせて開通した。

## 駅構造

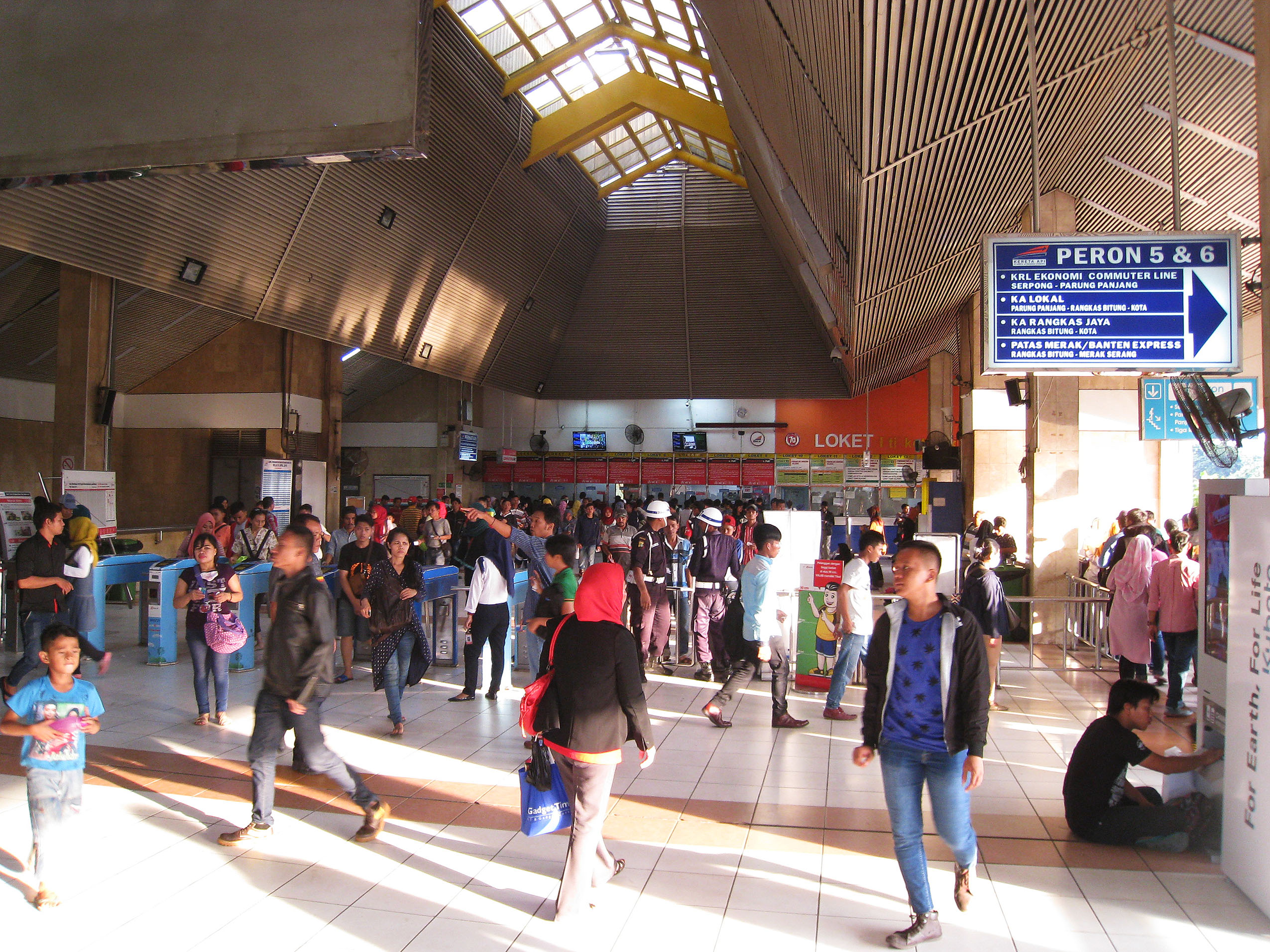
コンコース

4面6線を有する地上駅。駅舎は橋上駅舎で、駅構内に機関車の車両基地が併設されている（「インドネシア鉄道の旅」83頁より）。

## 駅周辺
「タナ・アバン市場」はアラブ風デザインの巨大な繊維市場で繊維博物館が併設されている（「インドネシア鉄道の旅」83頁より）。
- タナ・アバン市場（インドネシア語版）（アラブ風デザインの繊維市場）
  - 繊維博物館（インドネシア語版）
- チリウン川（インドネシア語版）

## 隣の駅
KRLコミューターライン
 チカラン環状線
ドゥリ駅 - タナアバン駅 - カレット駅
 ランカスビトゥン線
　タナアバン駅 - パルメラ駅